# 220 Stephania
Stephania (asteroide 220) é um asteroide da cintura principal com um diâmetro de 31,12 quilómetros, a 1,7412355 UA. Possui uma excentricidade de 0,2584232 e um período orbital de 1 314,17 dias (3,6 anos).
Stephania tem uma velocidade orbital média de 19,43757351 km/s e uma inclinação de 7,58561º.
Este asteroide foi descoberto em 19 de Maio de 1881 por Johann Palisa.
Este asteroide recebeu este nome em homenagem à princesa Estefânia da Bélgica.